# Eupholidoptera werneri
Eupholidoptera werneri är en insektsart som beskrevs av Willy Adolf Theodor Ramme 1951. Eupholidoptera werneri ingår i släktet Eupholidoptera och familjen vårtbitare. Inga underarter finns listade i Catalogue of Life.